# Jan Biziel

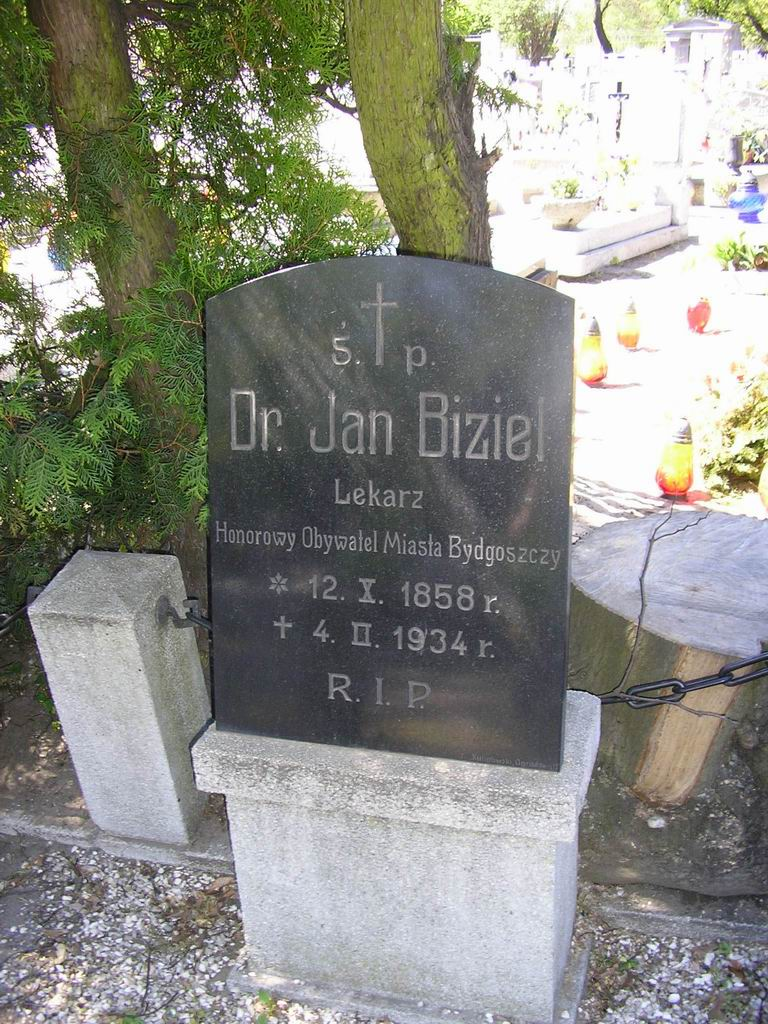
Grób Jana Bizela na cmentarzu Nowofarnym w Bydgoszczy

Jan Biziel (ur. 12 października 1858 w Osiecznej, zm. 4 lutego 1934 w Bydgoszczy) – lekarz polski, działacz niepodległościowy i społeczny, radny miejski, Honorowy Obywatel Bydgoszczy.

## Życiorys
Urodził się 12 października 1858 r. w Osiecznej w powiecie leszczyńskim. Był synem Franciszka – rolnika i Rozalii z Pajkertów. Uczył się w gimnazjum w Lesznie (1872–1879), po czym studiował medycynę na uniwersytetach: w Lipsku i Gryfii. Praktykę lekarską rozpoczął w Chełmnie; tam pod okiem Ludwika Rydygiera, późniejszego profesora Uniwersytetu Jagiellońskiego, uznanego chirurga, udoskonalał i nabywał doświadczenia w zakresie wiedzy medycznej. Po kilkuletniej praktyce w Krzywiniu i Wrocławiu, w 1906 przeniósł się do Bydgoszczy i zamieszkał przy ul. Augusta Cieszkowskiego 20.
Praktykę lekarską w Bydgoszczy łączył z aktywną działalnością narodową i społeczną. Czynny był w pracach Towarzystwa Przemysłowego, Towarzystwa Rzemieślników i innych polskich stowarzyszeń. Został członkiem honorowym Towarzystwa Robotników Polsko-Katolickich oraz wchodził w skład Dozoru Kościelnego przy bydgoskim kościele farnym. W 1909 r. stanął na czele Komitetu Powiatowego Towarzystwa Czytelni Ludowych. Z jego inicjatywy w końcu 1911 r. została założona Księgarnia Bydgoska. W 1911 r. wstąpił do założonego w mieście Narodowego Stronnictwa Ludowego i wkrótce stał się obok Jana Teski jednym z jego czołowych działaczy. W 1914 r. był współzałożycielem i członkiem rady nadzorczej Banku Dyskontowego w Bydgoszczy. W 1917 r. wchodził w skład poznańskiego komitetu honorowego obchodów setnej rocznicy śmierci Tadeusza Kościuszki.
Jesienią 1918 r. został mężem zaufania tajnego Komitetu Obywatelskiego, a 16 listopada wybrano go prezesem Polskiej Rady Ludowej na miasto Bydgoszcz i przedmieścia, reprezentującej polskich bydgoszczan wobec władz zaborczych. W czasie Powstania Wielkopolskiego leczył i operował (także w prywatnych domach) rannych powstańców. Wystawiał fałszywe dokumenty i potajemnie przenosił ze szpitala do polskich domów tych, którym groziła kara śmierci za dezercję z armii pruskiej.
Gdy 19 stycznia 1920 Niemcy przekazywali Bydgoszcz w polskie ręce, był jednym z polskich przedstawicieli i świadków tej historycznej chwili. 20 stycznia jako prezes Polskiej Rady Ludowej witał wkraczające do miasta polskie oddziały wojskowe. 4 sierpnia 1920 r. został mianowany członkiem Tymczasowej Rady Miejskiej (1920–1921), a po ustąpieniu w lipcu 1921 r. tymczasowego prezydenta miasta Jana Maciaszka zaproponowano mu objęcie tego urzędu, którego jednak nie przyjął. W 1921 r. został przewodniczącym Polskiego Komitetu Wyborczego w Bydgoszczy oraz wybrany radnym miejskim z Listy Obywatelskiej (1922–1925). Do końca marca 1922 r. pełnił funkcję przewodniczącego Rady Miejskiej. Reprezentował w niej interesy ugrupowania chrześcijańsko-demokratycznego.
W latach 20. XX w. był lekarzem naczelnym Lecznicy Miejskiej i ordynatorem oddziału wewnętrznego. Działał w Izbie Lekarskiej Poznańsko-Pomorskiej i Towarzystwie Lekarskim na Obwód Nadnotecki w Bydgoszczy. Od połowy lat 20. XX w. skoncentrował się na prywatnej praktyce lekarskiej.
W maju 1933 r. uległ udarowi mózgu. Zmarł 4 lutego 1934 r. w Bydgoszczy.
6 lutego 1934 r. jego pamięć uczciła Rada Miejska na specjalnym posiedzeniu. Pogrzeb odbył się 7 lutego 1934 r. na bydgoskim cmentarzu Nowofarnym i był, zgodnie z wolą zmarłego, nadzwyczaj skromny.
Prezydent Leon Barciszewski w mowie pożegnalnej podkreślił, iż Jan Biziel był człowiekiem „który niczem nie gardził więcej jak blichtrem zewnętrznym, który od niczego więcej nie stronił i uciekał jak od rozgłosu i popularności. Cicho i niepostrzeżenie sunął ulicami miasta Bydgoszczy, niosąc dniem i nocą wszystkim, którzy go wzywali, pomoc fizyczną i ukojenie duchowe”.
2 maja 1922 został odznaczony Krzyżem Oficerskim Orderu Odrodzenia Polski „za zasługi, położone dla Rzeczypospolitej Polskiej na polu pracy filantropijnej i narodowej”.

## Rodzina
Jan Biziel był żonaty z nauczycielką Marią Ludwiką z Badeltów. Miał córki: Marię Ludwikę (ur. 1894), Pelagię Rozalię (ur. 1896) – nauczycielki i Ludwikę Izabelę (ur. 1903) – asystentkę w Bibliotece Miejskiej w Bydgoszczy.

## Honorowy Obywatel Bydgoszczy
Na początku stycznia 1930 r. magistrat bydgoski podjął uchwalę w sprawie nadania mu godności Honorowego Obywatela Bydgoszczy. Stosowna uroczystość odbyła się 19 stycznia 1930 r. w 10. rocznicę przyłączenia Bydgoszczy do Polski. W uzasadnieniu podano, że tytuł został przyznany za wybitne zasługi społeczne, położone dla dobra polskich obywateli miasta.
Społeczeństwo Bydgoszczy uczciło także jego zasługi nadając jego imię jednej z ulic miasta na Wzgórzu Wolności, a w 1992 r. Wojewódzki Szpital XXX-lecia PRL przemianowano na Wojewódzki Szpital im. dr Jana Biziela (aktualnie Szpital Uniwersytecki nr 2 im. dr. Jana Biziela).